# Eleições parlamentares europeias de 1999 (Suécia)
As eleições parlamentares europeias de 1999 na  Suécia realizaram-se em 13 de junho, para escolher os 22 deputados suecos do Parlamento Europeu.

## Resultados Nacionais
| Partido                 | Partido                  | Votos     | %               |       | Deputados |         |
| ----------------------- | ------------------------ | --------- | --------------- | ----- | --------- | ------- |
|                         | Partido Social-Democrata | 657 497   | 25,99 / 100,00  | 2,07  | 6 / 22    | 1       |
|                         | Partido Moderado         | 524 755   | 20,75 / 100,00  | 2,42  | 5 / 22    | Estável |
|                         | Partido da Esquerda      | 400 073   | 15,82 / 100,00  | 2,90  | 3 / 22    | Estável |
|                         | Partido Popular Liberal  | 350 339   | 13,85 / 100,00  | 9,03  | 3 / 22    | 2       |
|                         | Partido Verde            | 239 946   | 9,49 / 100,00   | 7,73  | 2 / 22    | 2       |
|                         | Os Democratas Cristãos   | 193 354   | 7,64 / 100,00   | 3,72  | 2 / 22    | 2       |
|                         | Partido do Centro        | 151 442   | 5,99 / 100,00   | 1,17  | 1 / 22    | 1       |
|                         | Outros                   | 12 031    | 0,48 / 100,00   |       | 0 / 22    |         |
| Votos inválidos         | Votos inválidos          | 59 077    | 2,28 / 100,00   | 0,66  |           |         |
| Total                   | Total                    | 2 588 514 | 100,00 / 100,00 |       | 22 / 22   |         |
| Eleitorado/Participação | Eleitorado/Participação  | 6 664 205 | 38,84 / 100,00  | 2,79  |           |         |
| Fonte                   | Fonte                    | [ 1 ]     | [ 1 ]           | [ 1 ] | [ 1 ]     | [ 1 ]   |